# Lee Woo-jin (pallavolista)
Lee Woo-jin (Uijeongbu, 16 maggio 2005) è un pallavolista sudcoreano, schiacciatore del Milano.

## Carriera

### Club
La carriera di Lee Woo-jin inizia a livello scolastico nel 2021 nel Kyungbock.
Nell'autunno 2023 viene selezionato dal Milano per una stage annuale: viene inserito in prima squadra, militante in Superlega, nella stagione 2024-25.

### Nazionale
Nel 2022 viene convocato nella nazionale sudcoreana under 18, nel 2023 in quella under 19, con cui vince la medaglia di bronzo al campionato mondiale e il riconoscimento di miglior schiacciatore, e nel 2024 in quella under 20, aggiudicandosi l'argento al campionato asiatico e oceaniano e nuovamente il premio come miglior schiacciatore.
Nel 2024 ottiene le prime convocazioni nella nazionale sudcoreana e conquista nello stesso anno il bronzo all'AVC Challenge Cup.

## Palmarès

### Nazionale (competizioni minori)
- Campionato mondiale under 19 2023
- AVC Challenge Cup 2024
- Campionato asiatico e oceaniano under 20 2024

### Premi individuali
- 2023 - Campionato mondiale under 19: Miglior schiacciatore
- 2024 - Campionato asiatico e oceaniano under 20: Miglior schiacciatore